# 未来罪行
《未来罪行》（英語：Crimes of the Future）是一部2022年上映的多國联合制作的科幻肉體恐怖电影，編劇和導演是大衛·柯能堡，是柯能堡自《感官游戏》（1999年）以來再度執導的恐怖和科幻類型電影。於第75屆坎城影展上首映並角逐金棕櫚獎。本片與柯能堡於1970年所拍攝的同名短片並無關聯。

## 劇情
薩爾（Saul）與凱普瑞絲（Caprice）是一對行為表演藝術家夫婦，利用解剖器官摘除作為他們的行為藝術表演，但薩爾不只患有「加速進化症候群」，他還有進食與睡眠困難的問題，所以他需要仰賴生型器材公司的蘭花床偵測睡眠時產生的痛覺，並偵測體內是否產生了賀爾蒙變化，以進而發現新器官的生成，他吃飯的時候也必須靠著跟蘭花床同生產公司的早餐椅產品，幫助自己吃飯時可以順利咀嚼、吞嚥及消化。
有天，薩爾又有一個新器官生成，他與凱普瑞絲決定去國家器官登記處（National Organ Registry）註冊他的新器官，並邀請登記中心的兩名職員維波特（Wippet）與堤姆莉（Timlin）觀看他們倆在克林尼克的表演。
提姆莉在看了薩爾和凱普瑞絲摘除器官表演過程中，發現薩爾很享受處在薩克裝置中被切割的感覺，像是一種處在性愉悅高潮的樣子。提姆莉對薩爾越發性趣，無法抑制自己的衝動，遂在表演結束後，跑到手術完尚在休息的薩爾身邊，並提問及告白說：「剛才的手術是性行為吧？我也想要你這樣切開我的身體」。此時，位在暗處的朗恩（Lang）也盯上了薩爾。
朗恩與他的組織成員秘密改造自己的身體，使身體變成能食用塑膠製品的狀態。他們甚至擁有一間工廠，每天不停生產像是巧克力的紫色塑膠糖果棒，作為他們這些改造人類的食物，但對沒有改造的普通人類而言，紫色塑膠糖果棒是劇毒，吃下將立即暴斃，而布拉肯（Brecken）身為朗恩的兒子，是世上第一個天生就能消化這種塑膠製品的人類，只是布拉肯早已被朗恩的前妻殺害，成了一具冰冷遺體，但對朗恩來說，布拉肯是一個不可多得的奇蹟，因此，朗恩想將布拉肯的屍體獻給薩爾與凱普瑞絲，作為他們行為藝術的表演素材。
在解剖表演前的討論，朗恩向薩爾表示，薩爾這樣坐在早餐椅吃飯，以幫助咀嚼、吞嚥、消化克服進食困難的毛病，跟自己和兒子一樣，暗示薩爾也應該要改以塑膠為食，而朗恩之所以想將布拉肯獻作行為藝術，是希望藉此宣告世人他們的進化，讓人們相信未來是存在且美好的，可以在人們所創造的科技世界下，和平且和諧的共處。
可沒想到，薩爾實為新型罪案組的臥底，他負責舉報那些試圖鼓吹人類擁抱新器官，以及主動改造身體、想要遺傳新基因序列給下一代、逐漸偏離正常人類走向的犯罪者。所以，在體內之美協會裡，負責幫參賽者裝內臟拉鍊的技工納薩提爾（Nasatir）被政府盯上了，一次吃早餐的過程中，他被生型器材的維修人員所暗殺。
朗恩原本寄望在布拉肯的解剖表演中，可以引起大眾共鳴，但沒想到布拉肯的器官早被新型罪案組安插的提姆莉給掉包了，其解剖出來的，是一堆無法辨識熟悉模樣、新生且未知的器官，甚至還有些許綠入汁液滲入皮膚底層，這樣的景象讓朗恩無法忍受，他便遂行離去。朗恩坐在表演場外的台階，不停喃喃自語著「他以前的身體不是這樣的」。最後，生型器材的維修人員手持電鑽，結束朗恩與他那充滿絕望的未來。
但朗恩積極進化擁抱未來的行為，似乎引起了薩爾的共鳴。薩爾認為朗恩是個領導者，是個創大事業的人，而他被暗殺的結果其實就是一種殉道。就在薩爾一如往常坐在早餐椅痛苦進食的一個早晨，薩爾告訴凱普瑞絲他準備好了，薩爾吞下了朗恩秘密工廠生產的紫色塑膠糖果棒。

## 外部連結
- 互联网电影数据库（IMDb）上《未来罪行》的资料（英文）